# Joan Beauchamp
Constance 'Joan' Beauchamp (1 de noviembre de 1890 - 1964) fue una destacada activista anti Primera Guerra Mundial, sufragista y cofundadora del Partido Comunista de Gran Bretaña. 

## Biografía

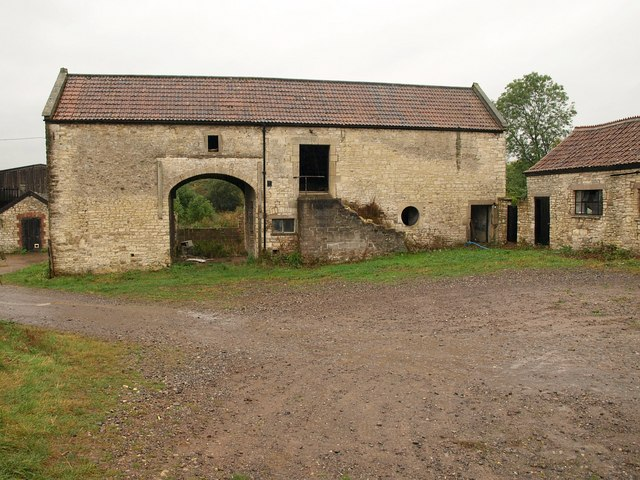
Welton Manor Farm, Midsomer Norton, donde creció Beauchamp

Nació en 1890 en una familia de agricultores en Welton, Midsomer Norton en Somerset. Era hermana de Kay Beauchamp, quien se convirtió en miembro fundadora del Partido Comunista de Gran Bretaña. Su familia pertenecía a los Beauchamp que dominaban el campo carbonífero de Somerset, su padre era primo de Sir Frank Beauchamp y Louis Beauchamp, dueños de minas de carbón del área. Su madre murió en 1904 cuando Joan tenía catorce años. 
Durante la Primera Guerra Mundial, Beauchamp se hizo activa en la No Conscription Fellowship (NCF). La beca NCF se estableció para ayudar y asesorar a los aproximadamente 16,000 pacifistas y socialistas que se negaron a unirse al ejército y luchar. En 1920 recibió una sentencia de prisión de diez días por sus actividades contra la guerra. 
Fue una de las fundadoras y miembro de toda la vida del Partido Comunista de Gran Bretaña y asociada de la sufragista Sylvia Pankhurst. Fue considerada como una de las miembros de mayor militancia del movimiento sufragista.

## Vida privada
Fue una de las primeras graduadas de la Universidad de Londres. Se casó con Harry Thompson, un abogado y colega de su tiempo en la NCF. Tuvieron dos hijos, Robin (nacido en 1924) y Brian, ambos se convirtieron en notables abogados sindicales.